# Marius Antoon Reinalda
Marius Antoon Reinalda (Haarlem, 28 juni 1888 – Den Haag, 4 juli 1965) was een Nederlands politicus van de PvdA.
Van 1945 tot 1947 was hij burgemeester van Haarlem, van 1946 tot 1947 zat hij ook in de Eerste Kamer en van 1947 tot 1954 was hij commissaris van de Koningin van de provincie Utrecht. Reinalda vervulde een groot aantal nevenfuncties, onder meer was hij voorzitter van de Koninklijke Nederlandse Brandweervereniging, thans Koninklijke Nederlandse Vereniging voor Brandweer en Hulpverlening .
In Haarlem is een humanistisch verzorgingshuis en een naastgelegen stadspark naar burgemeester Reinalda vernoemd. In de gemeenten Montfoort en Lopik is de M.A. Reinaldaweg, een onderdeel van de N204 en N210, naar hem vernoemd.
- Biografisch Portaal: 02943906
- Gemeinsame Normdatei: 130336661
- International Standard Name Identifier: 0000 0000 3682 7684
- Library of Congress Control Number: n2005050676
- Nederlandse Thesaurus van Auteursnamen: 070441324
- Parlement.com: vg09ll5qnayj
- Virtual International Authority File: 72497017
- WorldCat: E39PBJfmtMDpxPfdRRkYTRMQMP